# حرب المرتزقة
حرب المرتزقة (بالفرنسية: Guerre des Mercenaires)‏ هو تمرد منظم من قبل مرتزقة ينتمي أغلبهم للجيش القرطاجي، وذلك بعد الحروب البونقية الأولى (264 ق.م و241 ق.م)، والتي انتهت بخسارة المدينة البونيقية. هذه الحرب جائت مباشرة بعد اتفاقية السلم الموقعة مع الجمهورية الرومانية والتي دامت لثلاث سنوات وأربعة أشهر (ربيع 241 ق.م ونهاية 238 ق.م).

الحروب البونيقية الأولى انتهت عند رغبة أعضاء الأوليغارشية القرطاجية بوضع حد لكلفة الحرب الباهضة، وليست لخسارة قرطاج، حتى وإن تسببت الحرب في تدمير 500 سفينة في 23 سنة، وكذلك حتى وإن كانت خسارة معركة الجزر العقادية شديدة. اتفاقية سلم 241 ق.م كانت ثمنها باهض بالنسبة لقرطاج، حيث أنه كان هنالك أزمة اقتصادية مستعرة وخزائن الدولة فارغة.

التمرد هو في البداية، أن المرتزقة كانوا من أصول عرقية مختلفة، والذين كانوا قد شاركوا في هذه الحروب، لم يتم تسديد أجورهم. سلطات قرطاج غيرت اتجاهها، تصاعد النزاع أدى إلى فتح صراع مع الوحدات القديمة التي حاربت في صقلية.

انضم إلى المتمردين بعد ذلك مجموعة من الليبيين (الموجودين حاليا في شمال أفريقيا)، والذي يعطي لهذا النزاع طابع الحرب الأهلية، وهو الذي ذكره المختصون. حتي وإن كان عدم الرضا يأتي أساسا من عدم توزيع أجور المرتزقة، فإنه بعد ذلك تم إضافة عدة أسباب سياسية تتعلق أساسا بالعبودية القرطاجية على شعوب المنطقة.

بعد الفظائع التي ارتكبت من قبل الجانبين المتحاربين، ازدادت الحرب عنفا وقوة، حسب بوليبيوس الذي روى وقائع هذه الحرب في كتابه قصص. الكاتب الفرنسي جوستاف فلوبير في 1862 نقل وقائع هذه الحرب بطريقة درامية في رواية سلامبو.

## المصادر الأولية

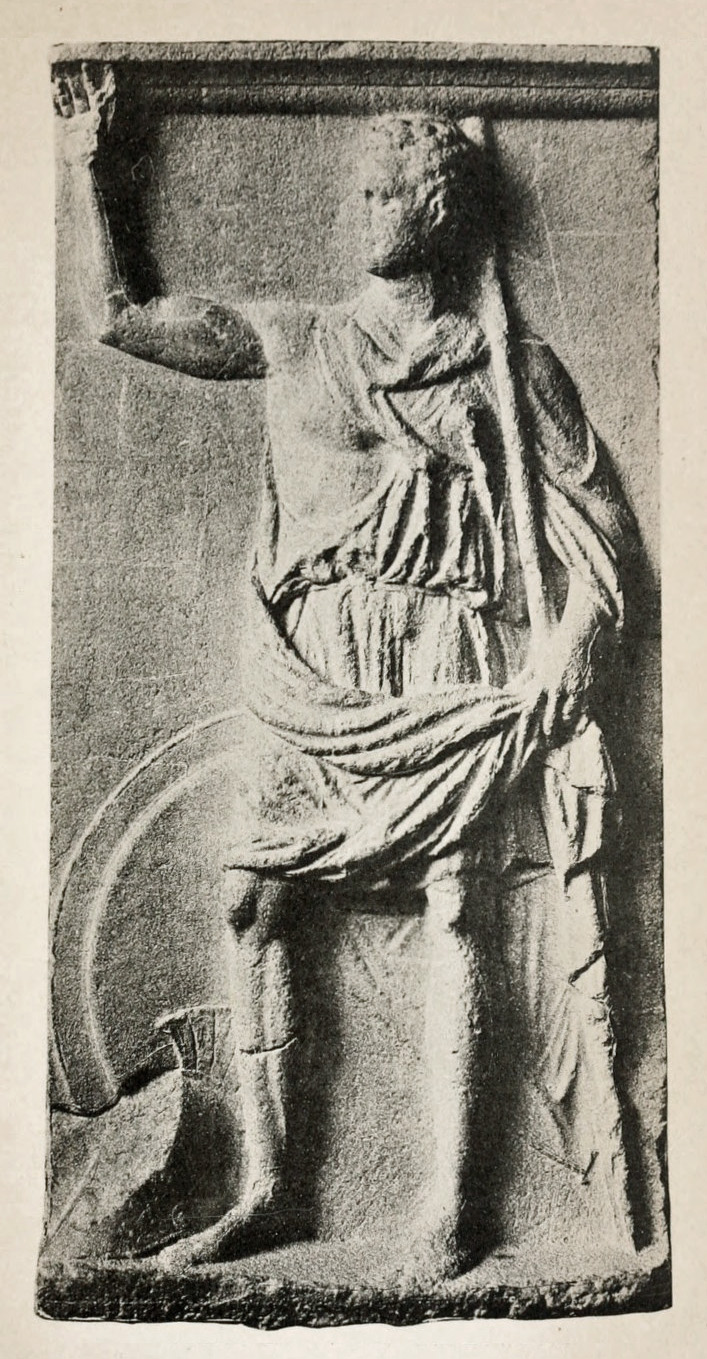
تم اكتشاف نقش بارز في عام 1880 في كليتور في أركاديا ، يعتقد أنه يصور المؤرخ بوليبيوس